# Achondrogenesie Typ IB
Die Achondrogenesie Typ IB oder Typ Fraccaro ist eine Unterform der Achondrogenesie, einer letal verlaufenden Skelettdysplasie mit fehlender enchondraler Ossifikation.
Die Erkrankung wurde 1952 durch den italienischen Genetiker M. Fraccaro beschrieben.

## Häufigkeit
Die Häufigkeit ist nicht bekannt.

## Vererbungsmodus
Die Vererbung erfolgt mit autosomal-rezessivem Erbgang.

## Ursache
Zugrunde liegt eine Mutation im SLC26A2-Gen auf dem Chromosom 5 an Genort q32.

## Klinische Erscheinungen
Diagnostische Kriterien sind:
- Schwerer angeborener Kleinwuchs mit stummelartigen Gliedmaßen und kurzem Rumpf
- Die Kinder werden tot geboren oder sterben in den ersten Lebenstagen

## Diagnostik
Im Röntgenbild  findet sich charakteristisch eine stark verzögerte oder fehlende Ossifikation der Wirbelkörper, des Sitz- und Schambeines, kurze Rippen ohne Frakturen, extrem verkürzte Röhrenknochen mit erheblicher Verbiegung.

## Differentialdiagnostik
Abzugrenzen sind als andere Formen der Achondrogenesie die Achondrogenesie Typ IA und die Achondrogenesie Typ II sowie die Osteogenesis imperfecta Typ II und die Diastrophische Dysplasie.